# Windows Live
Windows Live è stato un insieme di servizi web di Microsoft. Tali servizi erano utilizzabili tramite un web browser (ad esclusione di alcuni servizi che richiedevano un apposito client, come Windows Live Messenger).
Questo tipo di software, includendo sia i servizi online di Microsoft che quello di Google ha ricevuto molto successo, in quanto i servizi e i dati degli utenti erano disponibili ovunque purché vi fosse stato accesso a Internet, senza dunque dover installare applicazioni specifiche.
Quasi tutti i servizi che Windows Live offriva erano, al momento dell'abbandono, ancora in fase di sviluppo; pertanto, alcuni erano disponibili solo in lingua inglese o riservati ad utenti di una certa nazionalità.
Il 4 maggio 2012 Chris Jones sul sito MSDN ha annunciato la decisione di Microsoft di abbandonare Windows Live e sostituirlo con i servizi associati all'account Microsoft.

## Servizi Windows Live
Con l'ultima versione di Windows Live Essentials, Microsoft rendeva disponibili i seguenti programmi della famiglia Windows Live.

### Applicazioni Web
- Windows Live Search (poi Bing)
- Microsoft 365
- Windows Azure
- Windows Live ID (poi Microsoft Account)
- Windows Live Calendar
- OneDrive
- Windows Live Essentials
- Windows Live Hotmail (poi Outlook.com)

### Software
- Windows Live Family Safety
- Windows Live Mail (non più supportato)
- Windows Live Messenger
- Windows Live Movie Maker
- Windows Live Writer
- Raccolta foto di Windows